# Chainpur
Chainpur is een dorpscommissie (Engels: village development committee, afgekort VDC; Nepalees: panchayat) in het noordwesten van Nepal, en tevens de hoofdplaats van het district Bajhang. De dorpscommissie telde bij de volkstelling in 2011 6642 inwoners.